# Santa Apolonia (La Ceiba)
Pour les articles homonymes, voir Santa Apolonia.
Santa Apolonia est l'une des quatre paroisses civiles de la municipalité de La Ceiba dans l'État de Trujillo au Venezuela. Sa capitale est Santa Apolonia, chef-lieu de la municipalité.

## Géographie

### Démographie
Hormis sa capitale Santa Apolonia, la paroisse civile possède une autre localité notable, Los Verales, qu'elle partage avec la paroisse civile voisine d'El Progresso.